# 星雲賞
星雲賞（せいうんしょう）は、前暦年に発表もしくは完結した、優秀なSF作品およびSF活動に贈られる賞。毎年行われる日本SF大会参加登録者の投票（ファン投票）により選ばれる。

## 概要
ワールドコン（世界SF大会）のヒューゴー賞を範に、1970年に創設された、日本でもっとも古いSF賞。「星雲賞」という名前は、1954年に刊行された日本最初のSF雑誌と言われる『星雲』に由来する。ネビュラ賞の日本語訳ともかけている。
最初は小説と映画演劇に関する部門だけだったが、その後メディアやコミック、アート、ノンフィクションなどの部門が追加された。2018年現在は「日本長編部門」「日本短編部門」「海外長編部門」「海外短編部門」「メディア部門」（第10回までは「映画演劇部門」）「コミック部門」「アート部門」「ノンフィクション部門」及び「自由部門」（平成14年の改訂で追加）がある。
「特別賞」は第13回の「宇宙塵」を除き、すべてSFファンダムに多大な功績のあった人物が死去した際に追贈されている。ただし2011年の小松左京の星雲賞特別賞の受賞以降、死去者について星雲賞から授賞されなくなり、日本SF大賞の功績賞で顕彰されている。
集計・授賞などの運営事務は日本SFファングループ連合会議が担当する。副賞の選定は当該年度の日本SF大会実行委員会が実施する。毎回、趣向を凝らした副賞が贈られる。たとえばDAICON4の時には、開催地の大阪にちなんで、特大の瓦煎餅であった。
2014年から「レトロ星雲賞」（レトロ・ヒューゴー賞にならい、星雲賞開始以前の年度の作品を年度別に顕彰する）が全日本中高年SFターミナルの主宰で行われている。

## 選考方法
星雲賞の選考は以下の手順で実施されている。
1. 日本SFファングループ連合会議事務局において、各ファングループから提出のあった候補作および各種情報から参考候補作を選定する。
2. 当該年度の日本SF大会実行委員会により、日本SF大会参加者に対して、参考候補作が投票用ハガキの発送とともに周知される。第36回2005年より、ネット投票も可能となった。
3. 日本SFファングループ連合会議事務局で投票結果の集計を行う。
4. 日本SF大会内で行われる日本SFファングループ連合会議定期総会席上で、集計結果の報告と授賞作品の確認が行われ、代議員から受賞資格等で異議がない場合、得票数1位が受賞作となる。

なお、参考候補作は投票の助けとするためのリストであり、厳密にはノミネーションではない。規約上は参考候補作以外でも受賞資格のある作品に対しては投票可能で、たとえば2018年のノンフィクション部門のように実際に受賞した例もある。ただし、「雑誌掲載、または公開時に参考候補作にあがらなかった場合に限り、単行本またはメディア媒体収録時点でも対象となる」という条項にあるとおり、参考候補作は受賞資格に影響を与える。
小説部門・コミック部門・ノンフィクション部門については規約上、電子媒体で発表された作品の扱いが定められていないが、2015年の日本短編部門ではウェブ発表のみの作品「海の指」（飛浩隆）が参考候補作となり、受賞した。

## 受賞作品

### 日本部門
| 賞回数 | 年度   | 日本長編作品名                             | 作者             | 日本短編作品名 | 作者                     |
| ------ | ------ | ------------------------------------------ | ---------------- | --- | ------------------------ |
| 第1回  | 1970年 | 霊長類南へ                                 | 筒井康隆         | フル・ネルソン | 筒井康隆                 |
| 第2回  | 1971年 | 継ぐのは誰か?                              | 小松左京         | ビタミン | 筒井康隆                 |
| 第3回  | 1972年 | 石の血脈                                   | 半村良           | 白壁の文字は夕陽に映える | 荒巻義雄                 |
| 第4回  | 1973年 | 鏡の国のアリス                             | 広瀬正           | 結晶星団 | 小松左京                 |
| 第5回  | 1974年 | 日本沈没                                   | 小松左京         | 日本以外全部沈没 | 筒井康隆                 |
| 第6回  | 1975年 | おれの血は他人の血                         | 筒井康隆         | 神狩り | 山田正紀                 |
| 第7回  | 1976年 | 七瀬ふたたび                               | 筒井康隆         | ヴォミーサ | 小松左京                 |
| 第8回  | 1977年 | サイコロ特攻隊                             | かんべむさし     | メタモルフォセス群島 | 筒井康隆                 |
| 第9回  | 1978年 | 地球・精神分析記録（エルド・アナリュシス） | 山田正紀         | ゴルディアスの結び目 | 小松左京                 |
| 第10回 | 1979年 | 消滅の光輪                                 | 眉村卓           | 地球はプレイン・ヨーグルト | 梶尾真治                 |
| 第11回 | 1980年 | 宝石泥棒                                   | 山田正紀         | ダーティペアの大冒険 | 高千穂遙                 |
| 第12回 | 1981年 | 火星人先史                                 | 川又千秋         | グリーン・レクイエム | 新井素子                 |
| 第13回 | 1982年 | 吉里吉里人                                 | 井上ひさし       | ネプチューン（『今はもういないあたしへ…』に所収）                                                                                          | 新井素子                 |
| 第14回 | 1983年 | さよならジュピター                         | 小松左京         | 言葉使い師 | 神林長平                 |
| 第15回 | 1984年 | 敵は海賊・海賊版                           | 神林長平         | 「スーパー・フェニックス」（『戦闘妖精・雪風』に所収）                                                                                     | 神林長平                 |
| 第16回 | 1985年 | 戦闘妖精・雪風                             | 神林長平         | 該当作なし | なし                     |
| 第17回 | 1986年 | ダーティペアの大逆転                       | 高千穂遙         | レモンパイお屋敷横町ゼロ番地 | 野田昌宏                 |
| 第18回 | 1987年 | プリズム                                   | 神林長平         | 火星鉄道一九 | 谷甲州                   |
| 第19回 | 1988年 | 銀河英雄伝説                               | 田中芳樹         | 山の上の交響楽 | 中井紀夫                 |
| 第20回 | 1989年 | バビロニア・ウェーブ                       | 堀晃             | くらげの日 | 草上仁                   |
| 第21回 | 1990年 | 上弦の月を喰べる獅子                       | 夢枕獏           | アクアプラネット（『ハイブリッド・チャイルド』に所収）                                                                                     | 大原まり子               |
| 第22回 | 1991年 | ハイブリッド・チャイルド                   | 大原まり子       | 上段の突きを食らう猪獅子（『仰天文学大系』に所収）                                                                                         | 夢枕獏                   |
| 第23回 | 1992年 | メルサスの少年                             | 菅浩江           | 恐竜ラウレンティスの幻視 | 梶尾真治                 |
| 第24回 | 1993年 | ヴィーナス・シティ                         | 柾悟郎           | そばかすのフィギュア | 菅浩江                   |
| 第25回 | 1994年 | 終わりなき索敵                             | 谷甲州           | くるぐる使い | 大槻ケンヂ               |
| 第26回 | 1995年 | 機神兵団                                   | 山田正紀         | のの子の復讐ジグジグ（『くるぐる使い』に所収）                                                                                             | 大槻ケンヂ               |
| 第27回 | 1996年 | 引き潮のとき                               | 眉村卓           | ひと夏の経験値 | 火浦功                   |
| 第28回 | 1997年 | 星界の紋章                                 | 森岡浩之         | ダイエットの方程式 | 草上仁                   |
| 第29回 | 1998年 | 敵は海賊・A級の敵                          | 神林長平         | インデペンデンス・デイ・イン・オオサカ（愛はなくとも資本主義） （『SFバカ本 白菜編』に所収）                                               | 大原まり子               |
| 第30回 | 1999年 | 彗星狩り〜星のパイロット2                  | 笹本祐一         | 夜明けのテロリスト（『夢の樹が接げたなら』に所収）                                                                                         | 森岡浩之                 |
| 第31回 | 2000年 | グッドラック、戦闘妖精・雪風               | 神林長平         | 太陽の簒奪者 | 野尻抱介                 |
| 第32回 | 2001年 | 永遠の森 博物館惑星                        | 菅浩江           | あしびきデイドリーム（『おもいでエマノン』に所収）                                                                                         | 梶尾真治                 |
| 第33回 | 2002年 | ふわふわの泉                               | 野尻抱介         | 銀河帝国の弘法も筆の誤り | 田中啓文                 |
| 第34回 | 2003年 | 太陽の簒奪者                               | 野尻抱介         | おれはミサイル | 秋山瑞人                 |
| 第35回 | 2004年 | 第六大陸                                   | 小川一水         | 黄泉びと知らず | 梶尾真治                 |
| 第36回 | 2005年 | ARIEL                                      | 笹本祐一         | 象られた力 | 飛浩隆                   |
| 第37回 | 2006年 | サマー/タイム/トラベラー                   | 新城カズマ       | 漂った男（『老ヴォールの惑星』に所収） | 小川一水                 |
| 第38回 | 2007年 | 日本沈没・第二部                           | 小松左京・谷甲州 | 大風呂敷と蜘蛛の糸（『沈黙のフライバイ』に所収）                                                                                           | 野尻抱介                 |
| 第39回 | 2008年 | 図書館戦争シリーズ                         | 有川浩           | 沈黙のフライバイ | 野尻抱介                 |
| 第40回 | 2009年 | ハーモニー                                 | 伊藤計劃         | 南極点のピアピア動画 | 野尻抱介                 |
| 第41回 | 2010年 | グイン・サーガ                             | 栗本薫           | 自生の夢 | 飛浩隆                   |
| 第42回 | 2011年 | 去年はいい年になるだろう                   | 山本弘           | アリスマ王の愛した魔物 | 小川一水                 |
| 第43回 | 2012年 | 天獄と地国                                 | 小林泰三         | 歌う潜水艦とピアピア動画 | 野尻抱介                 |
| 第44回 | 2013年 | 屍者の帝国                                 | 円城塔・伊藤計劃 | いま集合的無意識を、 | 神林長平                 |
| 第45回 | 2014年 | コロロギ岳から木星トロヤへ                 | 小川一水         | 星を創る者たち | 谷甲州                   |
| 第46回 | 2015年 | オービタル・クラウド                       | 藤井太洋         | 海の指 | 飛浩隆                   |
| 第47回 | 2016年 | 怨讐星域                                   | 梶尾真治         | 多々良島ふたたび/怪獣ルクスビグラの足型を取った男 （共に『TSUBURAYA×HAYAKAWA UNIVERSE 01 多々良島ふたたび ウルトラ怪獣アンソロジー』所収） | 山本弘/田中啓文          |
| 第48回 | 2017年 | ウルトラマンF                              | 小林泰三         | 最後にして最初のアイドル | 草野原々                 |
| 第49回 | 2018年 | あとは野となれ大和撫子                     | 宮内悠介         | 雲南省スー族におけるVR技術の使用例 | 柴田勝家                 |
| 第50回 | 2019年 | 零號琴                                     | 飛浩隆           | 暗黒声優 | 草野原々                 |
| 第51回 | 2020年 | 天冥の標                                   | 小川一水         | 不見の月 | 菅浩江                   |
| 第52回 | 2021年 | 星系出雲の兵站                             | 林譲治           | アメリカン・ブッダ | 柴田勝家                 |
| 第52回 | 2021年 | 星系出雲の兵站                             | 林譲治           | オービタル・クリスマス | 池澤春菜、堺三保（原作） |
| 第53回 | 2022年 | 月とライカと吸血姫                         | 牧野圭祐         | SF作家の倒し方 | 小川哲                   |
| 第53回 | 2022年 | マン・カインド                             | 藤井太洋         | SF作家の倒し方 | 小川哲                   |
| 第54回 | 2023年 | プロトコル・オブ・ヒューマニティ           | 長谷敏司         | 法治の獣 | 春暮康一                 |
| 第55回 | 2024年 | グラーフ・ツェッペリン あの夏の飛行船      | 高野史緒         | わたしたちの怪獣 | 久永実木彦               |
| 第56回 | 2025年 | 本好きの下剋上                             | 香月美夜         | 山手線が転生して加速器になりました。 | 松崎有理                 |

### 海外部門
| 賞回数 | 年度   | 海外長編作品名                                  | 作者／翻訳者                                      | 海外短編作品名                                 | 作者                                                  |
| ------ | ------ | ----------------------------------------------- | ------------------------------------------------- | ---------------------------------------------- | ----------------------------------------------------- |
| 第1回  | 1970年 | 結晶世界                                        | J・G・バラード/中村保男                           | リスの檻                                       | トマス・M・ディッシュ/伊藤典夫                        |
| 第2回  | 1971年 | アンドロメダ病原体                              | マイケル・クライトン/浅倉久志                     | 詩                                             | レイ・ブラッドベリ／伊藤典夫                          |
| 第3回  | 1972年 | 夜の翼                                          | ロバート・シルヴァーバーグ/佐藤高子               | 青い壜                                         | レイ・ブラッドベリ／伊藤典夫                          |
| 第4回  | 1973年 | タイタンの妖女                                  | カート・ヴォネガット・ジュニア/浅倉久志           | 黒い観覧車                                     | レイ・ブラッドベリ／伊藤典夫                          |
| 第5回  | 1974年 | デューン/砂の惑星                               | フランク・ハーバート/矢野徹                       | メデューサとの出会い                           | アーサー・C・クラーク/伊藤典夫                        |
| 第6回  | 1975年 | 時間線を遡って                                  | ロバート・シルヴァーバーグ/中村保男               | 愚者の楽園                                     | R・A・ラファティ/伊藤典夫                             |
| 第7回  | 1976年 | わが名はコンラッド                              | ロジャー・ゼラズニイ/小尾芙佐                     | 濡れた洞窟壁画の謎                             | A・バートラム・チャンドラー/野田昌宏                  |
| 第8回  | 1977年 | 竜を駆る種族                                    | ジャック・ヴァンス/浅倉久志                       | 審問                                           | スタニスワフ・レム/深見弾                             |
| 第9回  | 1978年 | 悪徳なんかこわくない                            | ロバート・A・ハインライン/矢野徹                  | 該当作なし                                     | 該当作なし                                            |
| 第10回 | 1979年 | リングワールド                                  | ラリー・ニーヴン/小隅黎                           | 無常の月                                       | ラリー・ニーヴン/小隅黎                               |
| 第11回 | 1980年 | 宇宙のランデブー                                | アーサー・C・クラーク/南山宏                      | 該当作なし                                     | 該当作なし                                            |
| 第12回 | 1981年 | 星を継ぐもの                                    | ジェイムズ・P・ホーガン／池央耿                   | 帝国の遺産                                     | ラリー・ニーヴン/小隅黎                               |
| 第13回 | 1982年 | 創世記機械                                      | ジェイムズ・P・ホーガン／池央耿                   | いさましいちびのトースター                     | トマス・M・ディッシュ/浅倉久志                        |
| 第14回 | 1983年 | 竜の卵                                          | ロバート・L・フォワード/山高昭                    | ナイトフライヤー                               | ジョージ・R・R・マーティン/安田均                     |
| 第15回 | 1984年 | カエアンの聖衣                                  | バリントン・J・ベイリー/冬川亘                    | ユニコーン・ヴァリエーション                   | ロジャー・ゼラズニイ/風見潤                           |
| 第16回 | 1985年 | 禅〈ゼン・ガン〉銃                              | バリントン・J・ベイリー/酒井昭伸                  | 該当作なし                                     | 該当作なし                                            |
| 第17回 | 1986年 | エルリック・サーガ                              | マイケル・ムアコック/安田均、酒井昭伸             | 該当作なし                                     | 該当作なし                                            |
| 第18回 | 1987年 | ニューロマンサー                                | ウィリアム・ギブスン/黒丸尚                       | PRESS ENTER■                                   | ジョン・ヴァーリイ/風見潤                             |
| 第19回 | 1988年 | ノーストリリア                                  | コードウェイナー・スミス/浅倉久志                 | たったひとつの冴えたやりかた                   | ジェイムズ・ティプトリー・ジュニア/浅倉久志           |
| 第20回 | 1989年 | 降伏の儀式                                      | ラリー・ニーヴン&ジェリー・パーネル／酒井昭伸     | 目には目を                                     | オースン・スコット・カード/深町眞理子                 |
| 第21回 | 1990年 | 時間衝突                                        | バリントン・J・ベイリー/大森望                    | 青をこころに、一、二と数えよ                   | コードウェイナー・スミス/伊藤典夫                     |
| 第22回 | 1991年 | 知性化戦争                                      | デイヴィッド・ブリン/酒井昭伸                     | シュレーディンガーの子猫                       | ジョージ・アレック・エフィンジャー/浅倉久志           |
| 第23回 | 1992年 | マッカンドルー航宙記                            | チャールズ・シェフィールド/酒井昭伸               | タンゴ・チャーリーとフォックストロット・ロミオ | ジョン・ヴァーリイ/浅倉久志                           |
| 第24回 | 1993年 | タウ・ゼロ                                      | ポール・アンダースン/浅倉久志                     | 世界の蝶番はうめく                             | R・A・ラファティ/浅倉久志                             |
| 第25回 | 1994年 | 内なる宇宙                                      | ジェイムズ・P・ホーガン/池央耿                    | タンジェント                                   | グレッグ・ベア/酒井昭伸                               |
| 第26回 | 1995年 | ハイペリオン                                    | ダン・シモンズ/酒井昭伸                           | シェイヨルという名の星                         | コードウェイナー・スミス/伊藤典夫                     |
| 第27回 | 1996年 | ハイペリオンの没落                              | ダン・シモンズ/酒井昭伸                           | 未来探測                                       | アイザック・アシモフ/伊藤典夫                         |
| 第27回 | 1996年 | 時間的無限大                                    | スティーヴン・バクスター/小野田和子               | 未来探測                                       | アイザック・アシモフ/伊藤典夫                         |
| 第28回 | 1997年 | さよならダイノサウルス                          | ロバート・J・ソウヤー/内田昌之                    | 凍月                                           | グレッグ・ベア/小野田和子                             |
| 第29回 | 1998年 | 天使墜落                                        | ラリー・ニーヴン&ジェリー・パーネル/浅井修        | キャプテン・フューチャーの死                   | アレン・スティール/野田昌宏                           |
| 第30回 | 1999年 | タイム・シップ                                  | スティーヴン・バクスター/中原尚哉                 | 最後のクラス写真                               | ダン・シモンズ／嶋田洋一                              |
| 第30回 | 1999年 | レッド・マーズ                                  | キム・スタンリー・ロビンスン/大島豊               | 最後のクラス写真                               | ダン・シモンズ／嶋田洋一                              |
| 第31回 | 2000年 | キリンヤガ                                      | マイク・レズニック/内田昌之                       | 星々の荒野から                                 | ジェイムズ・ティプトリー・ジュニア/伊藤典夫           |
| 第32回 | 2001年 | フレームシフト                                  | ロバート・J・ソウヤー/内田昌之                    | 祈りの海                                       | グレッグ・イーガン/山岸真                             |
| 第33回 | 2002年 | ノービットの冒険                                | パット・マーフィー/浅倉久志                       | あなたの人生の物語                             | テッド・チャン/公手成幸                               |
| 第33回 | 2002年 | ノービットの冒険                                | パット・マーフィー/浅倉久志                       | しあわせの理由                                 | グレッグ・イーガン/山岸真                             |
| 第34回 | 2003年 | イリーガル・エイリアン                          | ロバート・J・ソウヤー/内田昌之                    | ルミナス                                       | グレッグ・イーガン/山岸真                             |
| 第35回 | 2004年 | 星海の楽園                                      | デイヴィッド・ブリン/酒井昭伸                     | 地獄とは神の不在なり                           | テッド・チャン/山岸真                                 |
| 第36回 | 2005年 | 万物理論                                        | グレッグ・イーガン/山岸真                         | ニュースの時間です                             | シオドア・スタージョン/大森望                         |
| 第37回 | 2006年 | ディアスポラ                                    | グレッグ・イーガン/山岸真                         | 人類戦線                                       | ケン・マクラウド/嶋田洋一                             |
| 第38回 | 2007年 | 移動都市                                        | フィリップ・リーヴ／安野玲                        | ワイオミング生まれの宇宙飛行士                 | アダム=トロイ・カストロ&ジェリイ・オルション/浅倉久志 |
| 第39回 | 2008年 | 輝くもの天より墜ち                              | ジェイムズ・ティプトリー・ジュニア/浅倉久志       | ウェザー                                       | アレステア・レナルズ/中原尚哉                         |
| 第40回 | 2009年 | 時間封鎖                                        | ロバート・チャールズ・ウィルスン/茂木健           | 商人と錬金術師の門                             | テッド・チャン/大森望                                 |
| 第41回 | 2010年 | 最後の星戦 老人と宇宙3                          | ジョン・スコルジー/内田昌之                       | 暗黒整数                                       | グレッグ・イーガン/山岸真                             |
| 第42回 | 2011年 | 異星人の郷                                      | マイクル・フリン/嶋田洋一                         | 月をぼくのポケットに                           | ジェイムズ・ラヴグローヴ/金子浩                       |
| 第43回 | 2012年 | ねじまき少女                                    | パオロ・バチガルピ/田中一江、金子浩               | ソフトウェア・オブジェクトのライフサイクル     | テッド・チャン/大森望                                 |
| 第44回 | 2013年 | アンドロイドの夢の羊                            | ジョン・スコルジー/内田昌之                       | ポケットの中の法                               | パオロ・バチガルピ/金子浩                             |
| 第45回 | 2014年 | ブラインドサイト                                | ピーター・ワッツ/嶋田洋一                         | 紙の動物園                                     | ケン・リュウ/古沢嘉通                                 |
| 第46回 | 2015年 | 火星の人                                        | アンディ・ウィアー/小野田和子                     | スシになろうとした女                           | パット・キャディガン/嶋田洋一                         |
| 第47回 | 2016年 | 叛逆航路                                        | アン・レッキー/赤尾秀子                           | 良い狩りを                                     | ケン・リュウ/古沢嘉通                                 |
| 第48回 | 2017年 | ユナイテッド・ステイツ・オブ・ジャパン          | ピーター・トライアス/中原尚哉                     | もどれ、過去へもどれ                           | ジェイムズ・ティプトリー・ジュニア/小野田和子         |
| 第48回 | 2017年 | ユナイテッド・ステイツ・オブ・ジャパン          | ピーター・トライアス/中原尚哉                     | シミュラクラ                                   | ケン・リュウ/古沢嘉通                                 |
| 第49回 | 2018年 | 巨神計画                                        | シルヴァン・ヌーヴェル/佐田千織                   | 折りたたみ北京                                 | 郝景芳/大谷真弓、ケン・リュウ（英訳）                 |
| 第50回 | 2019年 | メカ・サムライ・エンパイア                      | ピーター・トライアス/中原尚哉                     | 円                                             | 劉慈欣／中原尚哉、ケン・リュウ（英訳）                |
| 第51回 | 2020年 | 三体                                            | 劉慈欣/立原透耶、大森望、光吉さくら、ワン・チャイ | 不気味の谷                                     | グレッグ・イーガン/山岸真                             |
| 第52回 | 2021年 | 三体II 黒暗森林                                 | 劉慈欣/立原透耶、大森望、光吉さくら、ワン・チャイ | ジーマ・ブルー                                 | アレステア・レナルズ／中原尚哉                        |
| 第53回 | 2022年 | プロジェクト・ヘイル・メアリー                  | アンディ・ウィアー/小野田和子                     | 星間集団意識体の婚活                           | ジェイムズ・アラン・ガードナー/佐田千織               |
| 第54回 | 2023年 | 銀河帝国の興亡                                  | アイザック・アシモフ/鍛治靖子                     | いずれすべては海の中に                         | サラ・ピンスカー/市田泉                               |
| 第54回 | 2023年 | 銀河帝国の興亡                                  | アイザック・アシモフ/鍛治靖子                     | 流浪地球                                       | 劉慈欣/大森望、古市雅子                               |
| 第55回 | 2024年 | 怪獣保護協会                                    | ジョン・スコルジー/内田昌之                       | 堅実性                                         | グレッグ・イーガン/山岸真                             |
| 第56回 | 2025年 | システム・クラッシュ マーダーボット・ダイアリー | マーサ・ウェルズ/中原尚哉                         | さいはての美術館                               | ユキミ・オガワ/勝山海百合                             |

### 映画演劇部門・メディア部門
| -      | 年度   | 作品名                                    | 製作者・監督                                         |
| ------ | ------ | ----------------------------------------- | ---------------------------------------------------- |
| 第1回  | 1970年 | プリズナーNo.6（TV）                      | デヴィッド・トンブリン制作                           |
| 第1回  | 1970年 | まごころを君に（映画演劇部門）            | ラルフ・ネルソン監督                                 |
| 第2回  | 1971年 | 謎の円盤UFO（TV）                         | ジェリー＆シルヴィア・アンダーソン夫妻制作           |
| 第3回  | 1972年 | アンドロメダ…                             | ロバート・ワイズ監督                                 |
| 第4回  | 1973年 | 時計じかけのオレンジ                      | スタンリー・キューブリック監督                       |
| 第5回  | 1974年 | ソイレント・グリーン                      | リチャード・フライシャー監督                         |
| 第6回  | 1975年 | 宇宙戦艦ヤマト（TV）                      | 松本零士総監督                                       |
| 第7回  | 1976年 | スタア                                    | （筒井康隆作、福田恆存・荒川哲生演出）               |
| 第8回  | 1977年 | 該当作なし                                | 該当作なし                                           |
| 第9回  | 1978年 | 惑星ソラリス                              | アンドレイ・タルコフスキー監督                       |
| 第10回 | 1979年 | スター・ウォーズ                          | ジョージ・ルーカス監督                               |
| 第11回 | 1980年 | エイリアン                                | リドリー・スコット監督 - 「メディア部門」に変更      |
| 第12回 | 1981年 | スター・ウォーズ/帝国の逆襲               | ジョージ・ルーカス製作総指揮                         |
| 第13回 | 1982年 | 該当作なし                                | 該当作なし                                           |
| 第14回 | 1983年 | ブレードランナー                          | リドリー・スコット監督                               |
| 第15回 | 1984年 | ダーク・クリスタル                        | ジム・ヘンソン&フランク・オズ監督                    |
| 第16回 | 1985年 | 風の谷のナウシカ                          | 宮崎駿監督                                           |
| 第17回 | 1986年 | バック・トゥ・ザ・フューチャー            | ロバート・ゼメキス監督                               |
| 第18回 | 1987年 | 未来世紀ブラジル                          | テリー・ギリアム監督                                 |
| 第19回 | 1988年 | 王立宇宙軍 オネアミスの翼                 | 山賀博之監督                                         |
| 第20回 | 1989年 | となりのトトロ                            | 宮崎駿監督                                           |
| 第21回 | 1990年 | トップをねらえ!（OVA）                    | 庵野秀明監督                                         |
| 第22回 | 1991年 | 銀河宇宙オデッセイ（TV）                  | NHK製作                                              |
| 第23回 | 1992年 | ターミネーター2                           | ジェームズ・キャメロン監督                           |
| 第24回 | 1993年 | ママは小学4年生（TV）                     | 井内秀治総監督                                       |
| 第25回 | 1994年 | ジュラシック・パーク                      | スティーヴン・スピルバーグ監督                       |
| 第26回 | 1995年 | ゼイラム2                                 | 雨宮慶太監督                                         |
| 第27回 | 1996年 | ガメラ 大怪獣空中決戦                     | 金子修介監督・樋口真嗣特技監督                       |
| 第28回 | 1997年 | ガメラ2 レギオン襲来                      | 金子修介監督・樋口真嗣特技監督                       |
| 第29回 | 1998年 | ウルトラマンティガ（TV）                  | 円谷プロダクション制作                               |
| 第30回 | 1999年 | 機動戦艦ナデシコ -The prince of darkness- | 佐藤竜雄監督                                         |
| 第31回 | 2000年 | カウボーイビバップ（TV）                  | 渡辺信一郎監督                                       |
| 第32回 | 2001年 | 高機動幻想ガンパレード・マーチ（ゲーム）  | SCEI・アルファシステム                               |
| 第33回 | 2002年 | 仮面ライダークウガ（TV）                  | 東映・テレビ朝日                                     |
| 第34回 | 2003年 | ほしのこえ                                | 新海誠                                               |
| 第35回 | 2004年 | ロード・オブ・ザ・リング/二つの塔         | ピーター・ジャクソン監督                             |
| 第36回 | 2005年 | プラネテス                                | 谷口悟朗監督                                         |
| 第37回 | 2006年 | 特捜戦隊デカレンジャー（TV）              | 東映                                                 |
| 第38回 | 2007年 | 時をかける少女                            | 細田守監督                                           |
| 第39回 | 2008年 | 電脳コイル                                | 磯光雄監督・電脳コイル製作委員会                     |
| 第40回 | 2009年 | マクロスF                                 | 河森正治総監督・菊地康仁監督                         |
| 第41回 | 2010年 | サマーウォーズ                            | 細田守監督                                           |
| 第42回 | 2011年 | 第9地区                                   | ニール・ブロムカンプ監督                             |
| 第43回 | 2012年 | 魔法少女まどか☆マギカ                     | 新房昭之監督・宮本幸裕シリーズディレクター           |
| 第44回 | 2013年 | モーレツ宇宙海賊                          | 佐藤竜雄監督                                         |
| 第45回 | 2014年 | パシフィック・リム                        | ギレルモ・デル・トロ監督                             |
| 第46回 | 2015年 | 宇宙戦艦ヤマト2199 星巡る方舟             | 出渕裕監督・別所誠人チーフディレクター               |
| 第47回 | 2016年 | ガールズ&パンツァー 劇場版                | 水島努監督・「ガールズ&パンツァー 劇場版」製作委員会 |
| 第48回 | 2017年 | シン・ゴジラ                              | 庵野秀明総監督・樋口真嗣監督&特技監督                |
| 第49回 | 2018年 | けものフレンズ                            | たつき監督                                           |
| 第50回 | 2019年 | SSSS.GRIDMAN                              | 雨宮哲監督                                           |
| 第51回 | 2020年 | 彼方のアストラ                            | 安藤正臣監督                                         |
| 第52回 | 2021年 | ウルトラマンZ                             | 田口清隆監督                                         |
| 第53回 | 2022年 | ゴジラ S.P ＜シンギュラポイント＞         | 高橋敦史監督                                         |
| 第54回 | 2023年 | シン・ウルトラマン                        | 樋口真嗣監督・「シン・ウルトラマン」製作委員会       |
| 第55回 | 2024年 | ゴジラ-1.0                                | 山崎貴監督                                           |
| 第56回 | 2025年 | 侍タイムスリッパー                        | 安田淳一監督                                         |

### コミック部門
※第9回から創設
| -      | 年度   | 作品名                       | 作者                   |
| ------ | ------ | ---------------------------- | ---------------------- |
| 第9回  | 1978年 | 地球（テラ）へ…              | 竹宮惠子               |
| 第10回 | 1979年 | 不条理日記                   | 吾妻ひでお             |
| 第11回 | 1980年 | スター・レッド               | 萩尾望都               |
| 第12回 | 1981年 | 伝説                         | 水樹和佳子             |
| 第13回 | 1982年 | 気分はもう戦争               | 矢作俊彦、大友克洋     |
| 第14回 | 1983年 | 銀の三角                     | 萩尾望都               |
| 第15回 | 1984年 | 童夢                         | 大友克洋               |
| 第16回 | 1985年 | X+Y                          | 萩尾望都               |
| 第17回 | 1986年 | アップルシード               | 士郎正宗               |
| 第18回 | 1987年 | うる星やつら                 | 高橋留美子             |
| 第19回 | 1988年 | 究極超人あ〜る               | ゆうきまさみ           |
| 第20回 | 1989年 | 人魚の森                     | 高橋留美子             |
| 第21回 | 1990年 | So What?                     | わかつきめぐみ         |
| 第22回 | 1991年 | 宇宙大雑貨                   | 横山えいじ             |
| 第23回 | 1992年 | ヤマタイカ                   | 星野之宣               |
| 第24回 | 1993年 | OZ                           | 樹なつみ               |
| 第25回 | 1994年 | DAI-HONYA                    | とり・みき             |
| 第25回 | 1994年 | グラン・ローヴァ物語         | 紫堂恭子               |
| 第26回 | 1995年 | 風の谷のナウシカ             | 宮崎駿                 |
| 第27回 | 1996年 | 寄生獣                       | 岩明均                 |
| 第28回 | 1997年 | うしおととら                 | 藤田和日郎             |
| 第29回 | 1998年 | SF大将                       | とり・みき             |
| 第30回 | 1999年 | ルンナ姫放浪記               | 横山えいじ             |
| 第31回 | 2000年 | イティハーサ                 | 水樹和佳子             |
| 第32回 | 2001年 | カードキャプターさくら       | CLAMP                  |
| 第33回 | 2002年 | プラネテス                   | 幸村誠                 |
| 第34回 | 2003年 | クロノアイズ                 | 長谷川裕一             |
| 第35回 | 2004年 | 彼方から                     | ひかわきょうこ         |
| 第36回 | 2005年 | ブレーメンII                 | 川原泉                 |
| 第37回 | 2006年 | 陰陽師                       | 夢枕獏・岡野玲子       |
| 第38回 | 2007年 | ヨコハマ買い出し紀行         | 芦奈野ひとし           |
| 第39回 | 2008年 | 20世紀少年、21世紀少年       | 浦沢直樹・長崎尚志     |
| 第40回 | 2009年 | トライガン・マキシマム       | 内藤泰弘               |
| 第41回 | 2010年 | PLUTO                        | 浦沢直樹・手塚治虫     |
| 第42回 | 2011年 | 鋼の錬金術師                 | 荒川弘                 |
| 第43回 | 2012年 | 機動戦士ガンダム THE ORIGIN  | 安彦良和               |
| 第44回 | 2013年 | 星を継ぐもの                 | J.P.ホーガン・星野之宣 |
| 第45回 | 2014年 | 成恵の世界                   | 丸川トモヒロ           |
| 第46回 | 2015年 | もやしもん                   | 石川雅之               |
| 第47回 | 2016年 | シドニアの騎士               | 弐瓶勉                 |
| 第48回 | 2017年 | こちら葛飾区亀有公園前派出所 | 秋本治                 |
| 第49回 | 2018年 | それでも町は廻っている       | 石黒正数               |
| 第50回 | 2019年 | 少女終末旅行                 | つくみず               |
| 第51回 | 2020年 | バビロンまでは何光年?        | 道満晴明               |
| 第51回 | 2020年 | ニンジャバットマン           | 久正人                 |
| 第52回 | 2021年 | きみを死なせないための物語   | 吟鳥子                 |
| 第52回 | 2021年 | 鬼灯の冷徹                   | 江口夏実               |
| 第53回 | 2022年 | 絶対可憐チルドレン           | 椎名高志               |
| 第54回 | 2023年 | チ。-地球の運動について-     | 魚豊                   |
| 第55回 | 2024年 | ダンジョン飯                 | 九井諒子               |
| 第56回 | 2025年 | 宝石の国                     | 市川春子               |

### アート部門
- 第10回（1979年） - 加藤直之
- 第11回（1980年） - 生賴範義
- 第12回（1981年） - 安彦良和
- 第13回（1982年） - 長岡秀星
- 第14回（1983年） - 天野喜孝
- 第15回（1984年） - 天野喜孝
- 第16回（1985年） - 天野喜孝
- 第17回（1986年） - 天野喜孝
- 第18回（1987年） - 佐藤道明
- 第19回（1988年） - 末弥純
- 第20回（1989年） - 加藤洋之&後藤啓介
- 第21回（1990年） - 道原かつみ
- 第22回（1991年） - 横山えいじ
- 第23回（1992年） - 士郎正宗
- 第24回（1993年） - 水玉螢之丞
- 第25回（1994年） - 米田仁士
- 第26回（1995年） - 水玉螢之丞
- 第27回（1996年） - 山田章博
- 第28回（1997年） - 開田裕治
- 第29回（1998年） - 水木しげる
- 第30回（1999年） - 赤井孝美
- 第31回（2000年） - 鶴田謙二
- 第32回（2001年） - 鶴田謙二
- 第33回（2002年） - 寺田克也
- 第34回（2003年） - 新海誠
- 第35回（2004年） - 西島大介
- 第36回（2005年） - 新海誠
- 第37回（2006年） - 村田蓮爾
- 第38回（2007年） - 天野喜孝
- 第39回（2008年） - 加藤直之
- 第40回（2009年） - 加藤直之
- 第41回（2010年） - 加藤直之
- 第42回（2011年） - 加藤直之
- 第43回（2012年） - 鷲尾直広
- 第44回（2013年） - 鶴田謙二
- 第45回（2014年） - 加藤直之
- 第46回（2015年） - 水玉螢之丞
- 第47回（2016年） - 生賴範義
- 第48回（2017年） - 加藤直之
- 第49回（2018年） - 永野のりこ
- 第50回（2019年） - 加藤直之
- 第51回（2020年） - シライシユウコ
- 第52回（2021年） - シライシユウコ
- 第53回（2022年） - 加藤直之
- 第54回（2023年） - 鶴田謙二、加藤直之
- 第55回（2024年） - 麻宮騎亜
- 第56回（2025年） - 麻宮騎亜

### ノンフィクション部門
- 第16回（1985年） - 『光世紀の世界』石原藤夫（早川書房）
- 第17回（1986年） - 『特撮ヒーロー列伝』池田憲章（『アニメック』連載）
- 第18回（1987年） - 『石原博士のSF研究室』石原藤夫（『SFマガジン』連載）
- 第19回（1988年） - 『ウィザードリィ日記: パソコン文化の冒険』矢野徹 （エム・アイ・エー）
- 第20回（1989年） - 『スペースオペラの書き方』野田昌宏（早川書房）
- 第21回（1990年） - 『SFはどこまで実現するか』ロバート・L・フォワード、久志本克己・訳（講談社）
- 第22回（1991年） - 『SFハンドブック』早川書房編集部・編
- 第23回（1992年） -  TV番組『電子立国日本の自叙伝』NHK（制作）
- 第24回（1993年） - 『24人のビリー・ミリガン』ダニエル・キイス、堀内静子・訳（早川書房）
- 第25回（1994年） - 『やさしい宇宙開発入門』野田昌宏（PHP研究所）
- 第26回（1995年） - 『愛しのワンダーランド』野田昌宏（早川書房）
- 第27回（1996年） - 『トンデモ本の世界』と学会・編（洋泉社）
- 第28回（1997年） - 『トンデモ本の逆襲』と学会・編（洋泉社）
- 第29回（1998年） -  自立歩行人間型ロボットP2（本田技研工業）
- 第30回（1999年） - 『宇宙を空想してきた人々』野田昌宏（日本放送出版協会）
- 第31回（2000年） -  ロボット・AIBO （ソニー）
- 第32回（2001年） - 『もっとすごい科学で守ります!』長谷川裕一（日本放送出版協会）
- 第33回（2002年） - 『NHK少年ドラマシリーズのすべて』増山久明 （アスキー）
- 第34回（2003年） - 『宇宙へのパスポート』笹本祐一 （朝日ソノラマ）
  - 宇宙へのパスポート - マンガ図書館Z（外部リンク）
- 第35回（2004年） - 『宇宙へのパスポート2・M-V & H-IIAロケット取材日記』笹本祐一 （朝日ソノラマ）
- 第36回（2005年） - 『前田建設ファンタジー営業部』前田建設ファンタジー営業部ご一同 （幻冬舎）
- 第37回（2006年） - 『失踪日記』吾妻ひでお （イースト・プレス）
- 第38回（2007年） - 『宇宙へのパスポート3 宇宙開発現場取材 』笹本祐一 （朝日ソノラマ）
- 第39回（2008年） - 『星新一 一〇〇一話をつくった人』最相葉月 （新潮社）
- 第40回（2009年） - 『世界のSFがやって来た!! ニッポンコン・ファイル2007』日本SF作家クラブ 監修：小松左京 （角川春樹事務所）
- 第41回（2010年） - 『日本SF精神史 幕末・明治から戦後まで』長山靖生（河出書房新社）
- 第42回（2011年） - 『サはサイエンスのサ』鹿野司（早川書房）
- 第43回（2012年） - 『吾妻ひでお〈総特集〉---美少女・SF・不条理ギャグ、そして失踪』編集：穴沢優子、KAWADE夢ムック （河出書房新社）
- 第44回（2013年） - 『情報処理2012年05月号別刷「《特集》CGMの現在と未来︰初音ミク，ニコニコ動画，ピアプロの切り拓いた世界」』ゲストエディタ：後藤真孝（情報処理学会）
- 第45回（2014年） - 『宇宙へ行きたくて液体燃料ロケットをDIYしてみた 実録なつのロケット団』あさりよしとお（学研教育出版）
- 第46回（2015年） - 『サンリオSF文庫総解説』編集：牧眞司、大森望（本の雑誌社）
- 第47回（2016年） - 『SFまで10000光年』『SFまで10万光年以上』水玉螢之丞（早川書房）
- 第48回（2017年） - 『SFのSは、ステキのS』池澤春菜（早川書房）
- 第49回（2018年） - 『アリエナクナイ科学ノ教科書 〜空想設定を読み解く31講〜』著者・くられ／協力・薬理凶室（ソシム）
- 第50回（2019年） - 『筒井康隆、自作を語る』筒井康隆：著、日下三蔵：編集（早川書房）
- 第51回（2020年） - 『100分de名著 小松左京スペシャル 「神」なき時代の神話』宮崎哲弥（NHK出版）
- 第52回（2021年） - 『NHK 100分de名著 アーサー・C・クラークスペシャル　ただの「空想」ではない』瀬名秀明（NHK出版）
- 第53回（2022年） - 『学研の図鑑 スーパー戦隊』東映株式会社・松井大：監修、学研プラス：編集・制作・発行
- 第54回（2023年） - 『地球の歩き方 ムー 〜異世界の歩き方〜』地球の歩き方編集室（Gakken）
- 第55回（2024年） - 『創元SF文庫総解説』東京創元社編集部（東京創元社）
- 第56回（2025年） - 『SF少女マンガ全史 昭和黄金期を中心に』長山靖生（筑摩書房）

### 自由部門
- 第33回（2002年） - H-IIAロケット試験機1号機（宇宙開発事業団）
- 第34回（2003年） - 出渕裕デザインの人間型ロボット HRP-2 最終成果機（Promet） 出渕裕・川田工業株式会社
- 第35回（2004年） - 王立科学博物館シリーズ1 岡田斗司夫（製作・販売タカラ・海洋堂）
- 第36回（2005年） - ヴェネツィア・ビエンナーレ第9回国際建築展日本館展示 国際交流基金・森川嘉一郎・参加作家一同
- 第37回（2006年） - 第20号科学衛星MUSES-C「はやぶさ」サンプルリターンミッションにおけるイトカワ着陸（独立行政法人宇宙航空研究開発機構）
- 第38回（2007年） - M-Vロケット（独立行政法人宇宙航空研究開発機構）
- 第39回（2008年） - 初音ミク（クリプトン・フューチャー・メディア）
- 第40回（2009年） - 該当なし
- 第41回（2010年） - ガンダム30周年プロジェクト Real G 実物大ガンダム立像（企画：サンライズ、制作：乃村工藝社）
- 第42回（2011年） - 第20号科学衛星MUSES-C「はやぶさ」の地球帰還（独立行政法人宇宙航空研究開発機構）
- 第43回（2012年） - 該当なし
- 第44回（2013年） - iPS細胞（京都大学iPS細胞研究所）
- 第45回（2014年） - 『NOVA 書き下ろし日本SFコレクション』全10巻刊行 大森望・河出書房新社
- 第46回（2015年） - 『アオイホノオ』原作：島本和彦 監督：福田雄一
- 第47回（2016年） - 『宇宙英雄ローダン・シリーズ』500巻出版達成（いつまでたっても候補にあげられないから）
- 第48回（2017年） -  "ニホニウム"正式名称決定（理化学研究所）
- 第49回（2018年） - 『超人ロック』生誕50周年トリビュート企画（少年画報社）
- 第50回（2019年） - 『MINERVA-Ⅱ1のリュウグウ着地及び小惑星移動探査』 受賞対象者：「はやぶさ2」プロジェクト
- 第51回（2020年） - 『史上初のブラックホールの撮影』 受賞対象者：EHT (Event Horizon Telescope) プロジェクト
- 第52回（2021年） - 『疫病退散の妖怪アマビエ』（代理受賞：『肥後国海中の怪(アマビエの図)』を所蔵する京都大学附属図書館）
- 第53回（2022年） - 『ヱヴァンゲリヲン新劇場版シリーズの完結』 受賞対象者：庵野秀明
- 第54回（2023年） - 該当なし
- 第55回（2024年） - 『日本の巨大ロボット群像 －巨大ロボットアニメ、そのデザインと映像表現－』（福岡市美術館、西日本新聞イベントサービス）
- 第56回（2025年） - 『小型月着陸実証機SLIM（スリム）の月面ピンポイント着陸成功』受賞対象者：JAXA宇宙科学研究所 SLIMプロジェクトチーム

### 特別賞
- 第11回（1980年） - 武部本一郎
- 第13回（1982年） - 宇宙塵
- 第20回（1989年） - 手塚治虫
- 第36回（2005年） - 矢野徹
- 第38回（2007年） - 米澤嘉博
- 第39回（2008年） - 野田宏一郎
- 第41回（2010年） - 柴野拓美
- 第42回（2011年） - 小松左京